# The Movie Box 1981-2007
The Movie Box 1981-2007 è un cofanetto DVD del gruppo musicale britannico Genesis, pubblicato nel 2009 dalla Virgin Records.

## Descrizione
Si tratta dell'ultimo di una serie di cinque cofanetti che tra il 2007 e il 2009 la Virgin dedicò all'intera carriera del gruppo. Questo in particolare raccoglie quattro film-concerto dei Genesis pubblicati tra il 1981 e il 1993 più un documentario sulla storia del gruppo originariamente trasmesso nel 1999 dalla rete televisiva statunitense VH1 per la serie Behind the Music e per l'occasione aggiornato al 2009.
I film Three Sides Live (1982) e Genesis Live - The Mama Tour (1984) comparvero in formato DVD per la prima volta su questo cofanetto. Tutti i filmati ufficiali del gruppo anteriori al 1981 erano già stati inclusi nei precedenti cofanetti della stessa serie, come contenuti extra dei DVD.
La confezione fu prodotta con uno spazio vuoto destinato ad alloggiare il triplo DVD When in Rome 2007, che la produzione aveva scelto di non includere poiché pubblicato solo un anno prima e quindi presumibilmente già comprato separatamente da molti potenziali acquirenti di questo cofanetto, per i quali avrebbe costituito un doppione. Ciò, oltre che espressamente indicato in una nota sulla scatola, trova conferma nelle date del titolo – altrimenti inesatte – e nel libretto di 58 pagine allegato, che commenta diffusamente anche il film del 2007.

## Tracce

### DVD 1:Three Sides Live
Film originale (di Stuart Orme, 1982)
1. Behind the Lines
2. Duchess
3. Misunderstanding
4. Dodo
5. Abacab
6. No Reply at All
7. Who Dunnit?
8. In the Cage (Medley)
9. Afterglow
10. Me & Sarah Jane
11. Man on the Corner
12. Turn It on Again

Versioni integrali dei brani (solo audio):
1. Behind the Lines
2. Duchess
3. Me & Sarah Jane
4. Man on the Corner
5. One for the Vine
6. Fountain of Salmacis
7. Follow You Follow Me

### DVD 5:Genesis: VH1 Behind The Music — Remastered
Film documentario televisivo di 45 minuti, comprendente interviste e immagini di repertorio (VH1, 1999 - rimasterizzato e aggiornato al 2009)

## Formazione
DVD da 1 a 4 e parte del DVD 5:
- Tony Banks – tastiere
- Phil Collins – voce, batteria, percussioni
- Mike Rutherford – basso, chitarra
- Daryl Stuermer – basso, chitarra
- Chester Thompson – batteria, percussioni

Il DVD 5 include anche spezzoni di brani in studio o dal vivo con: 
- Peter Gabriel – voce, flauto, percussioni (1968-75)
- Ray Wilson – voce (1997-98)
- Steve Hackett – chitarra (1971-77)
- Anthony Phillips – chitarra (1968-70)
- Chris Stewart – batteria (1968)
- Jonathan Silver – batteria (1969)
- John Mayhew – batteria (1970)
- Nick D'Virgilio – batteria (1997)
- Nir Zidkyahu – batteria (1997)